# Masuimi Max

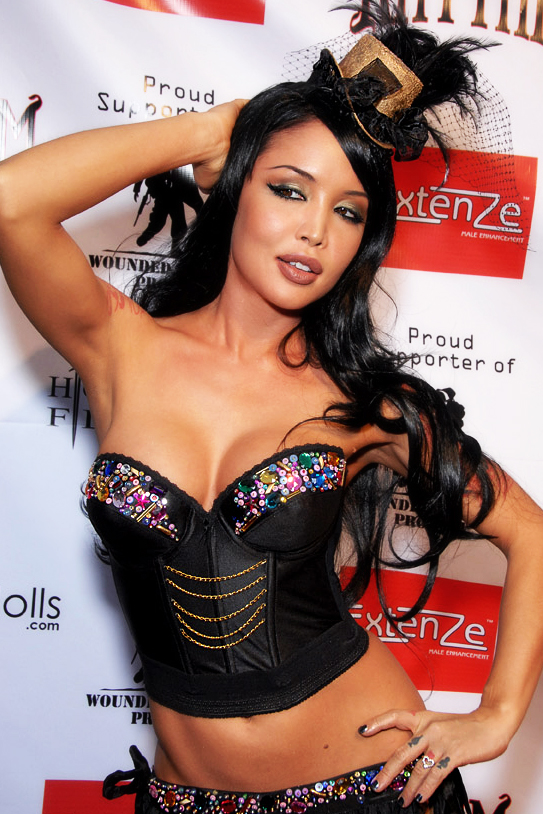
Masuimi Max (2009)

Masuimi Max (* 12. März 1978 in Jacksonville, Arkansas; † vor oder am 25. Januar 2024 in Las Vegas, Nevada) war ein US-amerikanisches Fetischmodel und Schauspielerin.

## Leben und Karriere
Masuimi Max wurde 1978 in Jacksonville, Arkansas, als Tochter eines Air-Force-Soldaten geboren. Zuletzt wohnte sie in Dallas und Los Angeles. Auf Fotoaufnahmen bei ihren Fotoshootings wurde Max auch als Feuerschluckerin und Schlangenfrau abgelichtet, die zu ihren Fähigkeiten zählten.
Neben ihrer Modeltätigkeit spielte Masuimi Max auch in einigen Spielfilmen mit. Im Jahr 1999 stand sie das erste Mal für einen Film vor der Kamera. Dabei spielte sie die Rolle der Natasha in Here Lies Lonely. Im Jahr darauf stand sie gemeinsam mit Corey Feldman für die Horrorkomödie Atomic Hero 4 vor der Kamera. Im Jahr 2004 verkörperte Max bei der Direct-to-DVD-Produktion Tales from the Crapper einen asiatischen Vampir neben Julie Strain und Lloyd Kaufman. Ein Jahr später sah man sie als Amber in Upside Downtown und als Freundin von Xzibits Charakter in xXx 2 – The Next Level. 2006 erhielt sie die Rolle der Niko in dem Mystery-Thriller Inland Empire von David Lynch. In dem Horrorfilm The Devil’s Muse spielte sie ein weiteres Mal neben Julia Strain mit. Als Schauspielerin stand sie 2011 in dem Kurzfilm New Found Glory’s 'Radiosurgery'  das letzte Mal vor der Kamera.

## Filmografie (Auswahl)
- 1999: Here Lies Lonely
- 2000: Atomic Hero 4 (Citizen Toxie: The Toxic Avenger IV)
- 2005: xXx 2 – The Next Level (xXx: State of the Union)
- 2006: Inland Empire
- 2011: New Found Glory’s 'Radiosurgery' (Kurzfilm)
- 2013: Gingerdead Man vs. Evil Bong